# Поджо-Сан-Марчелло
Поджо-Сан-Марчелло (італ. Poggio San Marcello) — муніципалітет в Італії, у регіоні Марке, провінція Анкона.
Поджо-Сан-Марчелло розташоване на відстані близько 190 км на північ від Рима, 38 км на захід від Анкони.
Населення — 705 осіб (2014).
Щорічний фестиваль відбувається 6 грудня. Покровитель — святий Миколай.

## Демографія
Населення за роками:

Станом на 1 січня 2023 року в муніципалітеті офіційно проживало 67 іноземців з 17 країн, серед них 5 громадян країн Євросоюзу та 1 громадянин України.

## Сусідні муніципалітети
- Бельведере-Остренсе
- Кастельпланіо
- Монтекаротто
- Розора